# فوكر دي آر.1
فوكر دي آر.1 (بالإنجليزية: Fokker Dr.I)‏ هي طائرة مقاتلة من صناعة فوكر. كان أول طيران لها في 5 يوليو 1917. صنع منها 320 طائرة.